# Astronomie fundamentală
Astronomia fundamentală este o parte a științei astronomiei care comportă mai multe ramuri de activitate sau discipline astronomice. Acestea sunt repartizate în diferite comisii ale diviziunii a Uniunii Astronomice Internaționale (UAI sau, în engleză IAU). Se găsesc în aceasta și în ordine: efemeridele, mecanica cerească asociată cu astronomia dinamică, astrometria, rotația Pământului, timpul și relativitatea generală.
Istoric și pornind de la Johannes Kepler, astronomia fundamentală s-a confundat cu astronomia de poziție (astăzi „astrometria”) și mecanica cerească. În urma adoptării de către comunitatea științifică a mecanicii relativiste, care constituie o îmbunătățire  a mecanicii newtoniene în astronomie, expresia „Astronomie fundamentală” a devenit insuficientă pentru descrierea în continuare a stării acestei științe.